# عبدالله بن حمد آل ثانی
عبدالله بن حمد بن خلیفه آل ثانی (به عربی: عبدالله بن حمد بن خلیفة آل ثانی) (زاده ۹ فوریه ۱۹۸۸) ولیعهد کنونی امیر قطر است. وی پسر امیر پیشین، شیخ حمد بن خلیفه آل ثانی، و برادر جوان‌تر و ناتنی امیر کنونی، شیخ تمیم بن حمد آل ثانی است. مادرش شیخه نوره بنت خالد آل ثانی است. او در ۱۱ نوامبر ۲۰۱۴  توسط امیر کنونی قطر به سمت جانشین امیر منصوب شد.
او که پسر دوم از همسر سوم امیر پیشین قطر است، دارای مدرک کارشناسی از دانشکده خدمات خارجی دانشگاه جرج‌تاون (شعبه دوحه) است.